# Římskokatolická farnost Slatinice u Olomouce
Římskokatolická farnost Slatinice u Olomouce je územní společenství římských katolíků s farním kostelem Nanebevzetí Panny Marie v děkanátu Olomouc.

## Historie farnosti
První písemná zmínka o obci je z roku 1247.   
Ve Slatinicích se uvádí farnost už k roku 1340, kdy zde byl knězem jakýsi Mikuláš.
Nový farní kostel byl postaven v letech 1769–72. Stojí na místě staršího chrámu.  S budováním se začalo 3. července 1769, konkrétně odstraňováním prohnilé věže ze starého kostela. Stavitelé tehdy nalezli pamětní latinskou desku, kterou tam roku 1692 uložil farář Jan Škop. Na desce je Škopův poznatek či dohad, že stará věž kostela pocházela z roku 1586. Bližší zprávy o starém kostele se nezachovaly. Základní kámen k nynější svatyni byl položen 6. října 1769. Oltáře, kazatelna a křtitelnice pro kostel vznikly v letech 1801 až 1803 v dílně Ondřeje Schweigla (1735–1812). Komplexní malířskou výzdobu pak provedl olomoucký malíř Jan Sarkander Pilz (1711–1797). Na štukové výzdobě chrámu se podílel kamenosochař Jan Felix Ležatka (1741–1807). Kostel 20. srpna 1775 vysvětil světící biskup olomoucký Jan Václav Xaver Frey von Freyenfels. 

## Kněží od roku 1607 do roku 1899
Od roku 1607 byl zde farářem P. Jakub Stifilides. V Létě Páně 1659 zde byl ustaven farářem Albert Navara. V roce 1671 nastoupil Jan Jiří Dostál, který také spravoval farnost drahanovickou.
V roce 1725 tady zemřel Bohumír Josef Hynek Bilovský (1659–1725). Je označován za nejvýznamnějšího představitele české barokní konceptuální homiletiky. Napsal legendu o svatém Janu Sarkandrovi. Ve Slatinicích začal v roce 1720 vést matriky, a to v té době nezvykle v českém jazyce.   
Dne 14. dubna 1768 zemřel P. Václav Hlávka, dobrodinec a duchovní zakladatel nynějšího chrámu Páně. Na stavbu nového kostela odkázal veškeré své jmění, obnos činil 11. 179 zlatých. K tomuto snažení duchovního se váže legenda: Václav Hlávka šetřil vlastní prostředky a střádal i dary od donátorů. Shromáždil prý velké jmění, když však přišla roku 1756 sedmiletá válka, z obav před Prusy peníze zakopal na zahradě s listinou, že se mají použít na stavbu kostela. Věděl o nich jen jeden mladík. Prusové opravdu Slatinice obsadili, a když viděli, že farář v pokladně nic nemá, udeřili na něj, kde peníze jsou. Farář zapíral, když ale přivedli do fary onoho mladíka, pochopil, že je vše prozrazeno. Pruský velitel dal vykopat truhlici s penězi, když však přečetl listinu, na co mají být použity, nechal proradného mladíka zpráskat a odvedl jej do armády. Faráři pak peníze s omluvou vrátil. Odkaz faráře Hlávky připomíná latinský nápis nad hlavním vchodem chrámu.  
V letech 1768 až 1783 spravoval farnost Jan Vybíral, rodák z Drahotuš. Byl to on, kdo naplnil Hlávkův odkaz a na stavbě nového chrámu měl podstatný podíl. P. Vybíral ve Slatinicích i zemřel. Jeho kooperátorem-kaplanem byl v době stavby P. Hiebl (či Hiebel?).
V letech 1776 až 1781 byl zdejším kooperátorem Antonín Popp, který se narodil roku 1750 v Šilheřovicích a vysvěcen byl 18. září 1773.
V roce 1847 napsal kaplan František Heiden Reich monografii o Lázních Slatinice, která bohužel zůstala pouze v rukopise. Přesto byla bohatě využívána, například v práci Františka Pluskala z roku 1848. V ní se uvádí existence šesti pramenů, z nichž jsou dva používány ke koupelím. Lázně tehdy byly tvořeny jednou hlavní místností – jídelnou, deseti pokoji pro lázeňské hosty, dvoranou, šestnácti koupelnami s vanami a bytem lékaře. Dále byla součástí domu kuchyně (zde se dohřívala voda do koupelí). Pro hosty byla k dispozici kuželna.
V roce 1873 založil olomoucký kněz Ignát Wurm v Olomouci Občanskou záložnu. Podnítil i vznik záložny ve Slatinicích.  
V letech 1880 až 1899 farnost spravoval František Číhal (1813–1899), rodák ze Staré Vsi u Přerova.

## Duchovní do 1. poloviny 20. století
Kaplanské místo v letech 1904 až 1906 zastával Augustin Lužný. Narodil se 2. srpna 1867 v Unčovicích. Po absolvování Slovanského gymnázia v roce 1889 studoval v Olomouci bohosloví a vysvěcen byl roku 1893. Před Slatinicemi prošel farnostmi Uherský Brod, Prakšice a Strání 1893–1896, Velký Ořechov 1896–1900 a Šumice 1900–1903. Po Slatinicích zakotvil na 14 let ve Studené Loučce. Literární zájmy ho v roce 1916 přivedly do Družiny literární a umělecké, v níž se setkal s Karlem Dostálem-Lutinovem, Dominikem Peckou, Vilémem Bitnarem a Emanuelem Masákem. Lužný psal drobnou prózu, hanácké črty, překládal z francouzštiny a publikoval v Našinci. V letech 1920 až 1935 byl farářem v Litultovicích. Zde spolupracoval s knězem, etnografem a národopisným spisovatelem Janem Vyhlídalem. Augustin Lužný zemřel 21. prosince 1938 jako emeritní farář v Litultovicích.
Stopu ve Slatinicích zanechal též Josef Hofer (1871–1947), který farnost vedl v letech 1907 až 1910.
Od 1. května 1922 do 30. září 1923 zde jako kaplan působil Jan Štěpán Sigmund. Narodil se 24. prosince 1882 ve Štěchovicích (dnes součást Kroměříže). Na jáhna byl vysvěcen v Olomouci 21. března 1906 a kněžské svěcení přijal v olomoucké katedrále 5. července 1906. Jeho světitelem byl olomoucký arcibiskup František Saleský Bauer. Před Slatinicemi prošel pěti moravskými farnostmi: Starý Hrozenkov, Brumov, Stará Bělá, Pustá Polom a Bílavsko. V říjnu 1954 byl v procesu se skupinou Holubníček a spol. odsouzen ke 3 měsícům odnětí svobody za rozmnožování a rozšiřování textů kritických ke komunistickému režimu a rozmnožování a rozšiřování náboženských textů. Spolu s ním byli odsouzeni P. Josef Holubníček (8 let odnětí svobody), P. Antonín Pospíšil (*1892) (3 měsíce odnětí svobody) a Anna Jiříčková (4 měsíce odnětí svobody). J. Š. Sigmund zemřel jako arcibiskupský rada a mistřínský farář ve výslužbě 12. října 1960, pohřben byl 15. října 1960 v Hodoníně. Jméno Jana Štěpána Sigmunda je uvedeno v Seznamu českých katolických kněží a řeholníků perzekvovaných komunistickým režimem.
Dne 27. července 1929 ve Slatinicích zemřel farář Antonín Pavelčík-Záhorský. Narodil se 10. října 1869 v Dolních Nětčicích. Jeho kněžskými působišti byly Střílky, Branky, Cholina (1895–1897), Horní Bečva (1901–1919), a Slatinice. Záhorský byl předsedou Literární jednoty olomoucké. Básně publikoval nejprve v brněnském časopise Obzor, jeho práce byla uveřejněna i v almanachu Pod jedním praporem (1895). Roku 1910 vydal knižně soubor všech dosud publikovaných básní pod názvem První květy, posmrtně vyšla Záhorského druhá sbírka Jarní písně.
Kaplanem P. Záhorského byl Antonín Šuránek (1902–1982), který přišel jako novokněz - kaplan 2. srpna 1926. Od 29. července 1929 (dva dny po úmrtí Záhorského) do 21. listopadu 1929 zde byl Šuránek farářem. Založil svatoantonínský kult na Malém Kosíři. Ze Slatinic přešel do kněžského semináře, v němž byl ustanoven spirituálem. Od roku 1951 internován komunisty. Nositel titulu Služebník Boží.
Od června 1931 ve farnosti působil Josef Řezáč. Narodil se 5. června 1873 ve Vrchoslavicích. Studoval na C.k. českém gymnáziu v Kroměříži, kde v roce 1892 maturoval. Kněžské svěcení přijal v Olomouci roku 1896. Po půldruhém roce ve Vranové Lhotě byl ustanoven kooperátorem v Újezdě u Valašských Klobouk k P. Janu Pírkovi. Za Pírkem se pak v roce 1908 odstěhoval do Valašských Klobouk a tam pobyl až do svého ustanovení ve farnosti Hrabová v dubnu 1912. Řezáč asi ze Slatinic odešel do Olomouce–Neředína, kde také 24. května 1950 zemřel. Je pochován ve Vrchoslavicích po boku svých rodičů.
V roce 1931 byl kooperátorem ve Slatinicích P. ThDr. Antonín Kleveta, rodák z Vitčic.
Slatinice byly v roce 1935 prvním kaplanským místem pro Františka Boráka (1910–1975). Za 2. světové války byl kaplanem ve Valašských Kloboukách a do historie se zapsal jako zpovědník Josefa Valčíka z výsadku Silver A a spolupracovníka Operace Anthropoid.
V roce 1948 byl slatinickým farářem Cyril Očenášek. Narodil se roku 1892, vysvěcen byl roku 1917 a zemřel 7. ledna 1963.

## Pastýři z 2. poloviny 20. století
Dne 1. února 1953 přišel z Bludova do farnosti jako duchovní správce cakovský rodák a dominikán Norbert Alois Bubeník (1914–1995). Vysvěcen byl roku 1935. V letech 1946 až 1950 byl převorem plzeňského dominikánského kláštera a v roce 1950 byl internován v rámci Akce K v broumovském klášteře. V únoru 1951 přešel z Býčkovic (diecéze litoměřická; ve zdroji chybně uvedeny Bičkovice) jako provisor do Bludova. Ve Slatinicích se prostřídal s holešovským rodákem Vladimírem Segetem (1913–1999), který zamířil na Bubeníkovo předešlé místo v Bludově.
V roce 1973 přišel z farnosti Hradec nad Moravicí do Slatinic a Drahanovic P. Antonín Juchelka (1921–1987). Rodák z Těškovic byl komunistům trnem v oku mimo jiné proto, že ve farnostech dokázal probudit duchovní život, obnovil u Hradce nad Moravicí poutě na tamní Kalvárii a ve Vítkově 2. března 1969 pravděpodobně koncelebroval zádušní mši za studenta Jana Zajíce, následovníka Jana Palacha. Otec Juchelka zemřel po krátké a těžké nemoci 18. února 1987 ve Fakultní nemocnici Olomouc. O pět dnů později byl dle svého přání pohřben v Pusté Polomi vedle svých rodičů.
Tři léta zde prožil Heřman Josef Tyl (1914–1993), premonstrát, správce slatinické farnosti od října 1987 do roku 1990, vězeň nacismu i komunismu, opat kláštera Teplá.
Dne 2. března 1997 zemřel slatinický farář, františkán Patrik Josef Kalabis, OFM. Pohřben byl v Moravské Třebové. Narodil se roku 1925. V 50. letech byl internován komunisty v internačním táboře-klášteře Želiv. Od roku 1973 působil v kostele svatého Štěpána Prvomučedníka u Klášterního Hradiska v Olomouci.
Kostel je obehnán zdí se čtrnácti výklenkovými kaplemi Křížové cesty. Obrazy na plechu, které v nich byly umístěny, restaurovala v roce 1954 slatinická rodačka, akademická malířka Vlasta Čecháková-Klemsová.

## Kněží s kořeny ve farnosti
V sousedním přifařeném Lutíně se roku 1847 narodil Leonard Dostál, otec kněze Karla Dostála-Lutinova. Spisovatel a básník Lutinov je mimo jiné autorem textu i nápěvu mešní písně Matičko Kristova, klíčnice nebe nebo orelské hymny Hoj, Orli mocných perutí.
V Třebčíně se 26. srpna 1848 narodil kněz a spisovatel Jan Vychodil. Studoval na Německém C. k. státním gymnáziu v Olomouci a v Olomouci také absolvoval bohosloví. Vysvěcen byl v hanácké metropoli roku 1874. Následně 16 let působil na Velehradě jako kaplan a zabýval se tam svatými Cyrilem a Metodem. V letech 1890 až 1904 byl farářem v Želechovicích, kde stál za vznikem čtenářského spolku Theodor, farní Jednoty cyrilské, hasičského spolku i rolnické zádruhy. V letech 1904 až 1908 žil v Charvátech a od roku 1908 v Cholyni. Rodný dům s pozemkem odkázal roku 1911 Matici cyrilometodějské. Publikoval v Obzoru, v Našem domově, v Čechu, ve Světozoru, v Našinci či ve Sborníku velehradském. V letech 1914 až 1926 byl členem Družiny literární a umělecké. Byl radou bosensko-sremského biskupa Josipa Juraje Strossmayera v chorvatském Đakovu (informace z Vychodilova náhrobku). S biskupem Strossmayerem spolupracoval i Ignát Wurm. P. Jan Vychodil zemřel 13. června 1926 v Třebčíně a je pohřben ve Slatinicích. Na pomníku má umístěnu plastiku s Cyrilem a Metodem.
Dne 12. července 1903 se v Třebčíně narodil P. Augustin Spurný. Ordinován byl 5. července 1929. V roce 1937 byl P. Spurný uváděn jako kooperátor v Prostějově. Byl členem katolického spolku Apoštolát svatých Cyrilla a Methoda pod ochranou blahoslavené Panny Marie, který si vytkl šíření katolické víry mezi Slovany. Sdružení bylo založeno na Velehradě roku 1885 na podkladě encykliky papeže Lva XIII. Grande munus z 30. září 1880. Mezi zakladateli byl dr. Antonín Cyril Stojan.  Od 1. prosince 1940 až do roku 1976 působil Augustin Spurný v Novém Hrozenkově. V roce 1946 patřil do skupiny duchovních, kteří se snažili zachránit inventář rušených kostelů v tehdy vznikajícím Vojenském újezdu Libavá a přepravit věci do svých působišť. Takto pro Nový Hrozenkov z kostela Nejsvětější Trojice v zaniklé vsi Jestřabí zachránil tři zvony, umíráček, hodiny, křtitelnici nebo lavice. Nutno dodat, že vybavení ze zbořených a chátrajících kostelů z Libavska se cíleně v dalších letech dostalo do desítek farností olomoucké arcidiecéze. Do Slatinic například doputovaly dva pluviály. Otec Spurný zemřel 9. října 1993 v Kněžském domově na Moravci.

## Současní duchovní správci
Do konce června 2015 byl administrátorem excurrendo P. Jan Kulíšek, který přesídlil do Ratají u Kroměříže. Od července 2015 je administrátorem excurrendo R. D. Mgr. Mirosław Łukasiewicz.      

## Bohoslužby
| Kostel                  | Místo                | Bohoslužba (den) | Hodina                          | Poznámka     |
| ----------------------- | -------------------- | ---------------- | ------------------------------- | ------------ |
| Nanebevzetí Panny Marie | Slatinice u Olomouce | neděle čtvrtek   | 10.45 17.00 (zima)/19.00 (léto) | farní kostel |

## Aktivity farnosti
Od roku 2000 se farnost zapojuje do akce tříkrálová sbírka, v roce 2017 se při ní vybralo 101 123 korun.

## Pověst
Jedna stará legenda o Velkém Kosíři přináší krásné poselství. Říká, že až se jednou nad Velkým a nedalekým Malým Kosířem objeví duha, která spojí oba vrcholy, tehdy se lidem dostane velkého daru od samotného nebe a Země se promění v ráj.